# Saemundssonia puellula
Saemundssonia puellula är en insektsart som beskrevs av Günter Timmermann 1965. Saemundssonia puellula ingår i släktet Saemundssonia och familjen fjäderlöss. Inga underarter finns listade i Catalogue of Life.